# Aloe fianarantsoae
Aloe fianarantsoae é uma espécie de liliopsida do gênero Aloe, pertencente à família Asphodelaceae.